# Star City (Saskatchewan)
Star City es un pueblo canadiense situado en la provincia de Saskatchewan.

## Superficie
Star City tiene una superficie de 0,7 km².

## Demografía
En 2021, tenía 374 habitantes, una densidad poblacional de 533,3 hab./km², y 206 viviendas.